# 馬爾特維利

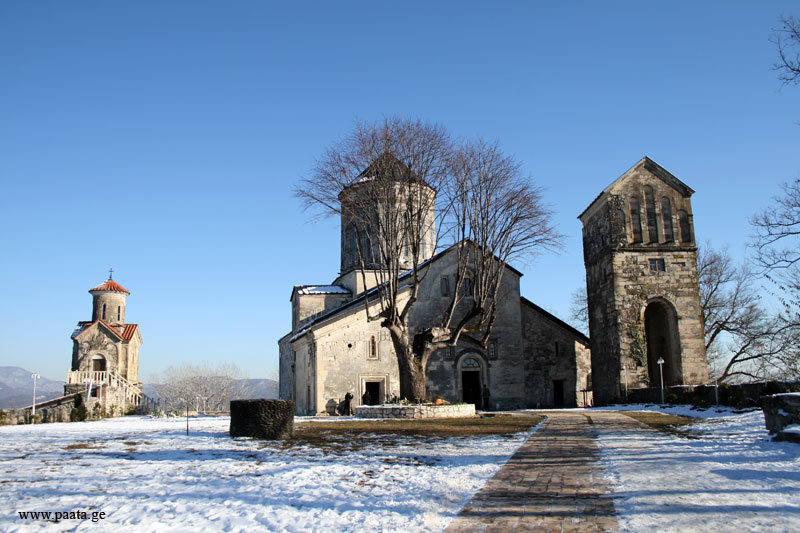
馬爾特維利修道院

馬爾特維利是格魯吉亞西部萨梅格雷洛-上斯瓦内蒂大区馬爾特維利市鎮的城鎮及其行政中心。海拔高度200米，鎮上的博物館建於1957年，2014年人口数量为4,425人。

## 外部連結
- Martvili Monastery

42°25′N 42°22′E / 42.417°N 42.367°E